# Pannonia Inferior

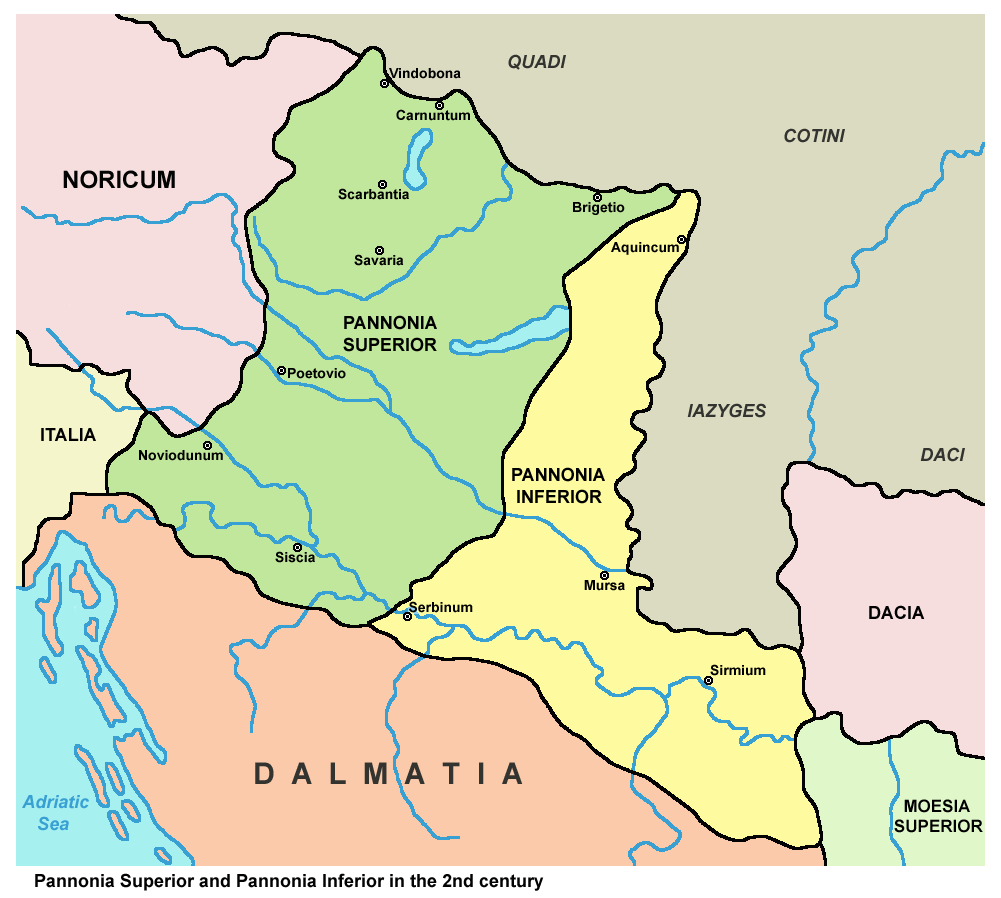
Pannonia Inferior, Harta

Pannonia Inferioară sau Pannonia Inferior a fost o provincie romană antică. Aceasta a fost formată în anul 103 d.Hr.. Pannonia Inferioară a inclus părți din Ungaria, Serbia, Croația și Bosnia și Herțegovina de azi.  

## Orașe
Unele dintre cele mai importante orașe din Pannonia Inferior au fost: Sirmium (azi Sremska Mitrovica), Cuccium (azi Ilok), Cibalae (azi Vinkovci), Mursa (azi Osijek), Certissa (azi Đakovo), Marsonia (azi Slavonski Brod), Sopianae (azi Pécs), Aquincum (azi Buda), etc.

## Istoria
De la cca. 796 la 828/830, Pannonia Inferioară, ca teritoriu aflat sub influența francilor, se referă la nordul Croației, adică Panonia de la sud de Drava (și la est de Carantania și Krain). De la 828/830 (cel puțin) cca. 900, Pannonia Inferioară se referă la vestul Ungariei și nordul Croației cu excepția teritoriului din jurul Neusiedler See, adică Panonia la sud de râul Rába (și la est de Carantania și Krain). Numele, de asemenea, se referă la Principatul Balaton (slav) în secolul al IX-lea.